# Geely Merrie MR
Geely Merrie MR — субкомпактный автомобиль, выпускавшийся компанией Geely Automobile с 2003 по 2006 год.

## Описание
Автомобиль Geely Merrie MR впервые был представлен в 2005 году на Франкфуртском автосалоне. Он выпускался в кузове хетчбэк под индексом MR 203 (JL 7150 X6).
За всю историю производства автомобиль оснащался 1,5-литровым двигателем внутреннего сгорания Toyota серии A. Производство завершилось в 2006 году.

## Geely Uliou (MR 303)
Автомобиль Geely Uliou являлся четырёхдверным седаном. Он был представлен в 2003 году под индексами MR 7130 и MR 7150. В 2004 году автомобиль прошёл рестайлинг и стал называться MR 303 (MR 7130 X3). К 2005 году было выпущено около 15000 экземпляров.

## Галерея

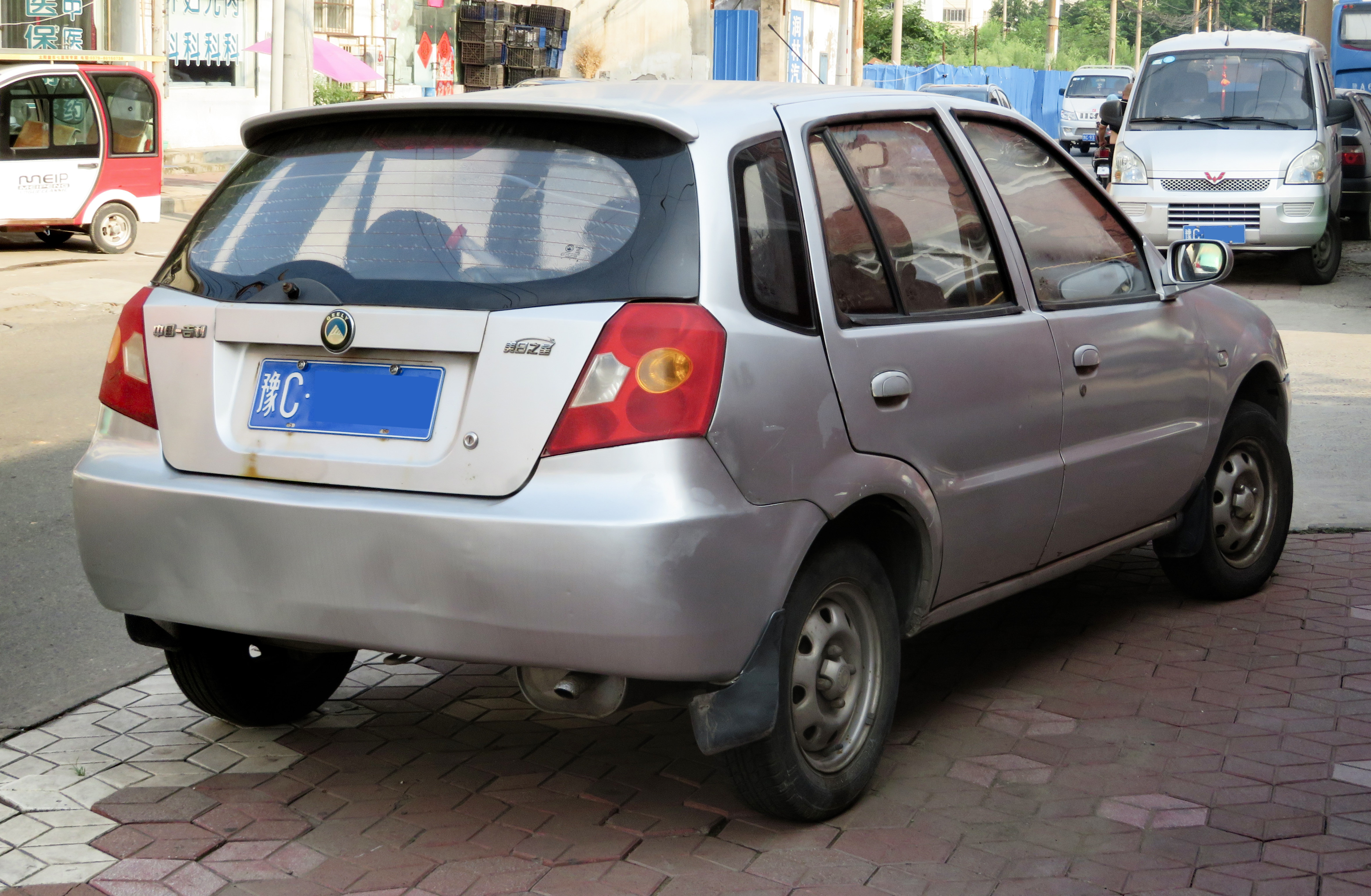
Вид сзади
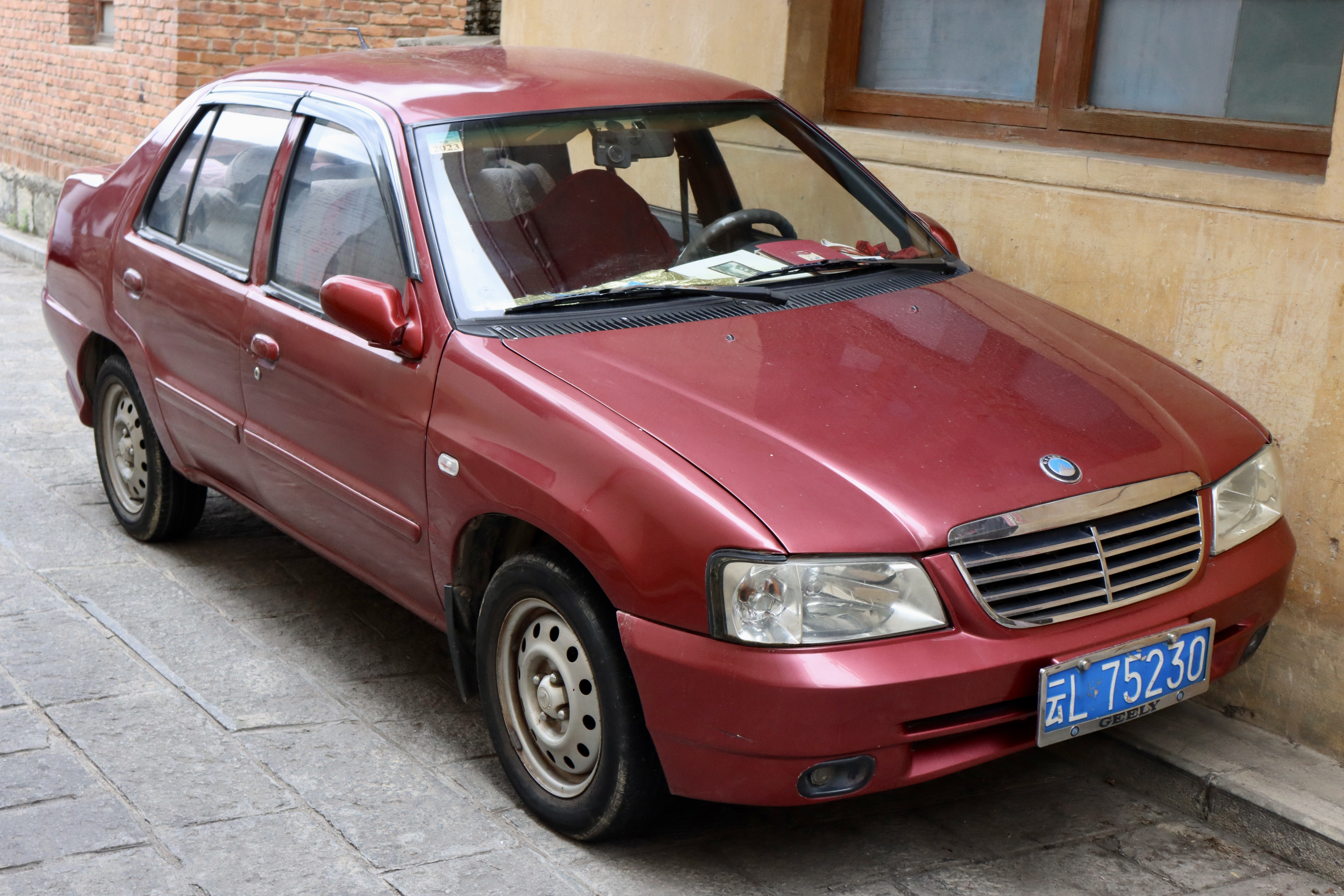
Geely Uliou
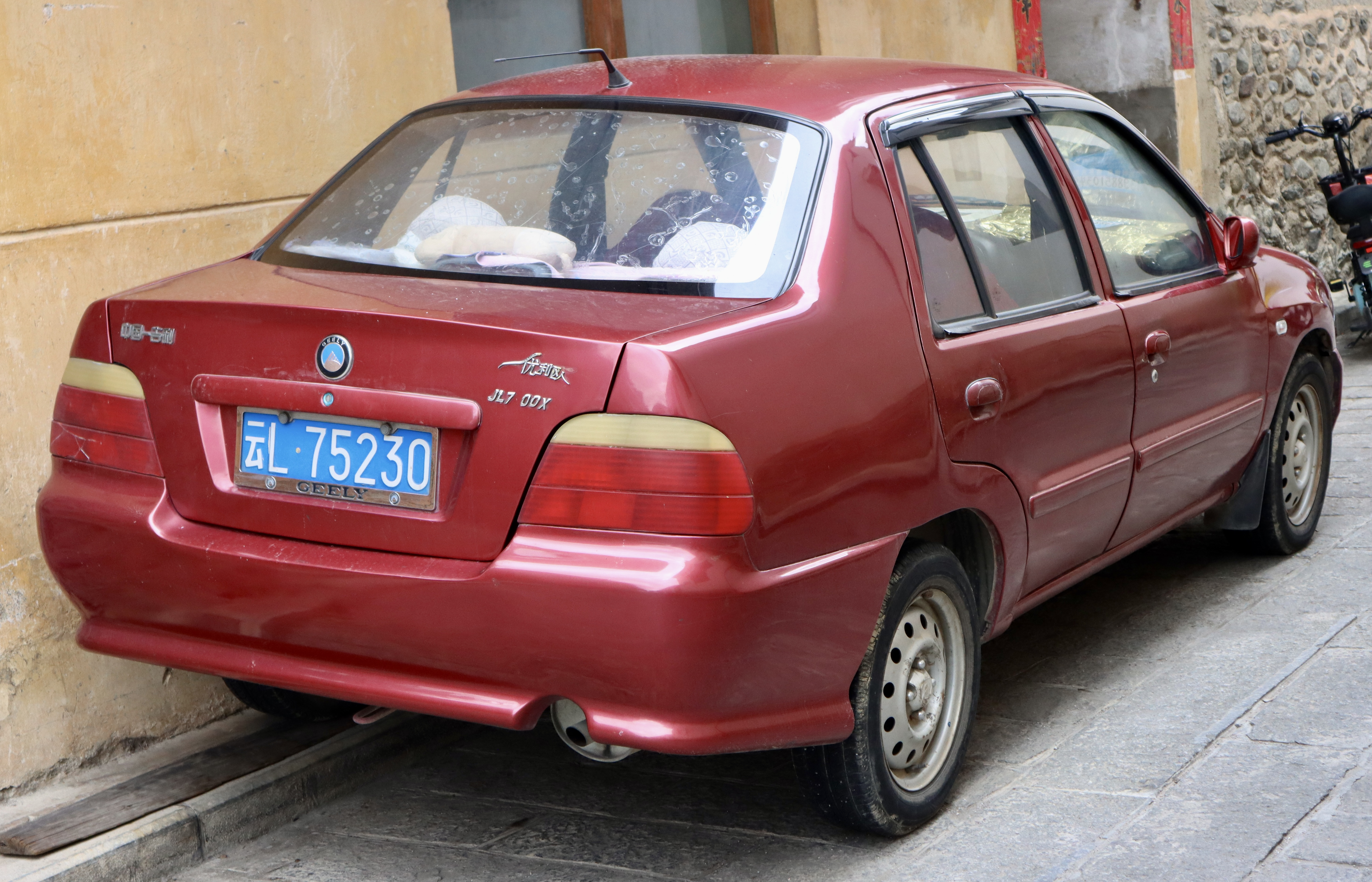
Вид сзади